# Musce de Ailaber
Musce ou Museles (em armênio: Մուշե Այլաբերցի; romaniz.: Mushé Aylabertsi; m. 534) foi um católico de 526 a 534. Originário de Ailaber ou Arperis (em grego: Αρπηρεις; romaniz.: Arpereis), na província de Cotaique, Sucedeu em 526 o católico Samuel. Fiel aos princípios do Primeiro Concílio de Dúbio de 506, foi sucedido no trono catolicossal por Isaque II em 534.